# Ганчев Віталій Костянтинович
Віталій Костянтинович Ганчев (рос. Виталий Константинович Ганчев, нар. 24 травня 1975, Харків, УРСР) — колишній український міліціонер, підполковник України (2013), колаборант з Росією. З 2014 року — керівник економічного відділу Жовтневого районного управління «МВС Луганської народної республіки», підполковник «ЛНР». З березня 2022 року — голова російської адміністрації тимчасово окупованої частини Харківської області. Розшукується Харківською обласною прокуратурою за підозрою у державній зраді та колабораційній діяльності.

## Життєпис
Віталій Ганчев народився 24 травня 1975 року в Харкові. В 2011 році працював в департаменті у справах громадянства, імміграції та реєстрації фізичних осіб. У 2013 році — заступник начальника Дергачівського райвідділу міліції у званні підполковника.
Після початку російсько-українського протистояння зрадив присязі на вірність народу України і підтримав проросійські виступи. В липні 2015 року потрапив до списку людей, яких представники «ЛНР» прагнули обміняти в української сторони. За інформацією сайту «Миротворець» Ганчев переїхав до Луганська, де отримав посаду начальника відділу економічної безпеки Жовтневого районного управління МВС «ЛНР».
В середині березня 2022 року на телеканалі «Росія 1 Бєлгород» показали зустріч жителів села Козача Лопань з «тимчасовою цивільною адміністрацією», головою якої назвали Віталія Ганчева.
На початку червня 2022 року в російських ЗМІ вийшов сюжет про збори російських колаборантів з окупованих населених пунктів Харківської області, на яких Віталія Ганчева було «обрано» «головою тимчасової адміністрації Харківської області».
Під час контрнаступу ЗСУ, який звільнив більшу частину Харківської області, втік у Білгородську область РФ.